# Sport in Texas
Nello stato statunitense del Texas sono molti gli sport praticati a livello professionistico, ad esempio molti campioni del football americano provengono da questo stato. Viene data molta importanza alle squadre universitarie, luogo da cui provengono molte stelle dello sport presente e futuro, la maggior parte delle università texane hanno infatti un'importante tradizione sportiva.

## Football americano

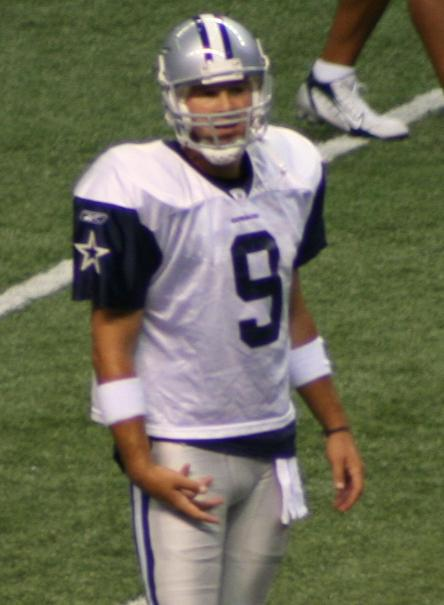
Tony Romo, Quarterback dei Dallas Cowboys, foto scattata il 29 luglio 2007

Il football americano è lo sport più popolare praticato nello Stato. Molti atleti sono originari del Texas o hanno comunque svolto parte della loro carriera professionistica in questo stato.
Dallas è una delle poche città degli Stati Uniti che hanno squadre sportive in tutti i principali campionati professionistici: NBA, NFL, MLB e NHL.
Texas è la sede di due squadre che partecipano alla National Football League: gli Houston Texans e i Dallas Cowboys, chiamati anche America's Team, squadra che ha vinto 5 Super Bowl (1972, 1978, 1993, 1994, 1996).

## Baseball

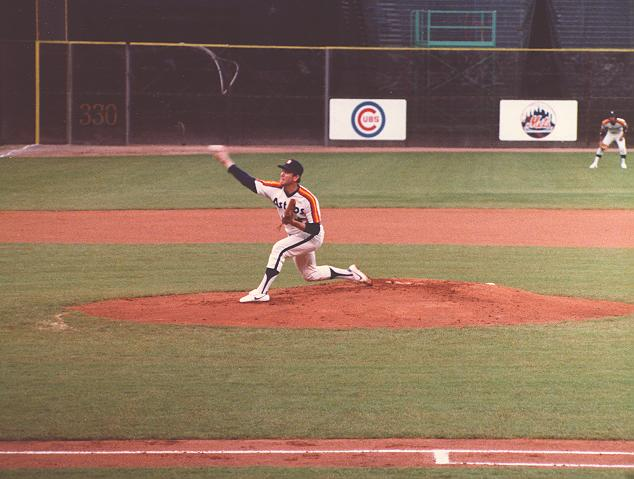
Nolan Ryan in azione il 28 giugno 1983. Egli ha giocato in entrambe le squadre più famose dello stato del Texas: Texas Rangers e Houston Astros

Il baseball è uno sport molto sentito e seguito nello stato del Texas, grazie alle squadre del Texas Rangers e di Houston Astros. Fra le squadre minori, che partecipano alla Minor league baseball si ricorda la Fort Worth Cats, vincitrice di 3 campionati.
Inoltre molte squadre universitarie vantano ottimi giocatori e prestazioni, fra cui la Texas A&M University la Rice University e la Baylor University.

## Equitazione
Dal 1905 al 1915, le corse dei cavalli ebbe un notevole successo nelle città di Dallas e Fort Worth, la prima fondò un
Jockey Club la seconda il Fort Worth Driving Club, che ebbe già dalla sua apertura, avvenuta nel 6 ottobre 1905 più di 100 membri, attirando migliaia di visitatori.

## Basket

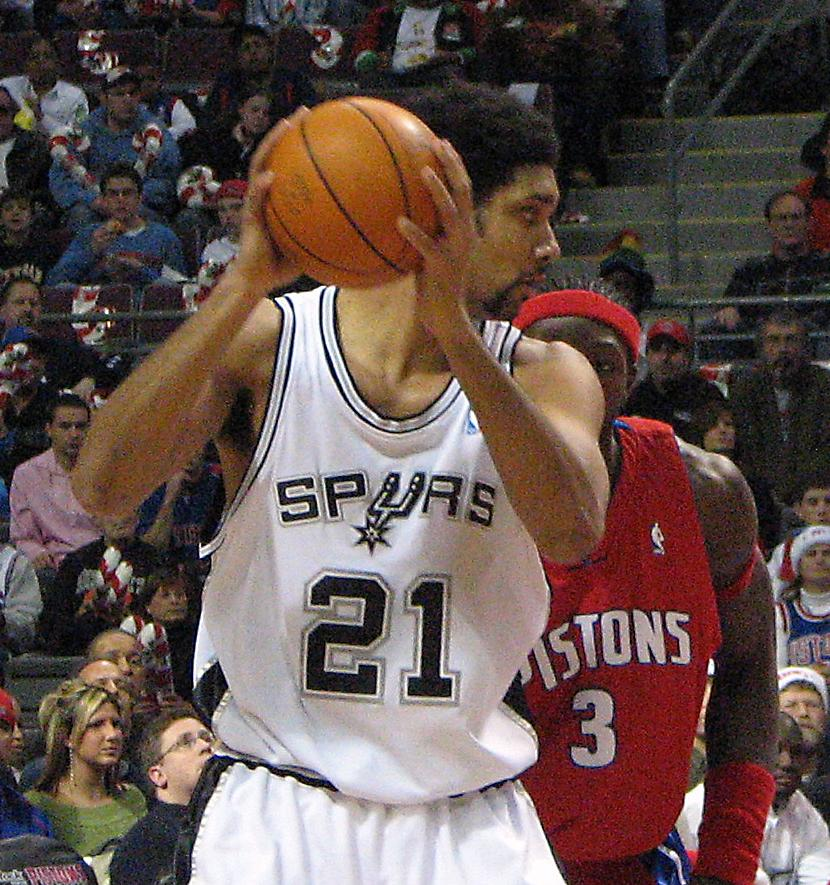
Tim Duncan (numero 21, giocatore del San Antonio Spurs), ostacolato da Ben Wallace (numero 3), durante la stagione 2005-2006

Il Texas vanta tre squadre di basket che partecipano alla NBA: Houston Rockets, i San Antonio Spurs e Dallas Mavericks. Tutte e tre hanno partecipato ad almeno una finale NBA, competizione vinta più volte dai Rockets e gli Spurs, rispettivamente 2 e 5 volte ed una da Dallas . Il basket nello stato vede anche le squadre femminili svolgere un ruolo di primaria importanza: due squadre partecipano alla WNBA: la Houston Comets (ora scomparse) e la San Antonio Stars; le prime hanno vinto il primo round del campionato WNBA nel 1997 e nel 2000.

## Calcio
Lo sport del calcio ebbe un notevole riscontro grazie alla North American Soccer League, lega professionistica che, dal 1968 al 1984, organizzò il campionato di vertice nordamericano di calcio, che si svolgeva da aprile a settembre / ottobre, poi venne sostituita dalla Major League Soccer. Fra le squadre che si distinsero ci furono la Dallas Tornado (che militò dal 1968 al 1981) e la Houston Stars che partecipò alla stagione del 1968: attualmente lo stato ha 2 franchigie che giocano nel massimo campionato americano (la Major League Soccer) e sono gli Houston Dynamo che hanno vinto 2 trofei MLS e l'FC Dallas che hanno vinto la U.S. Open Cup.

## Ciclismo

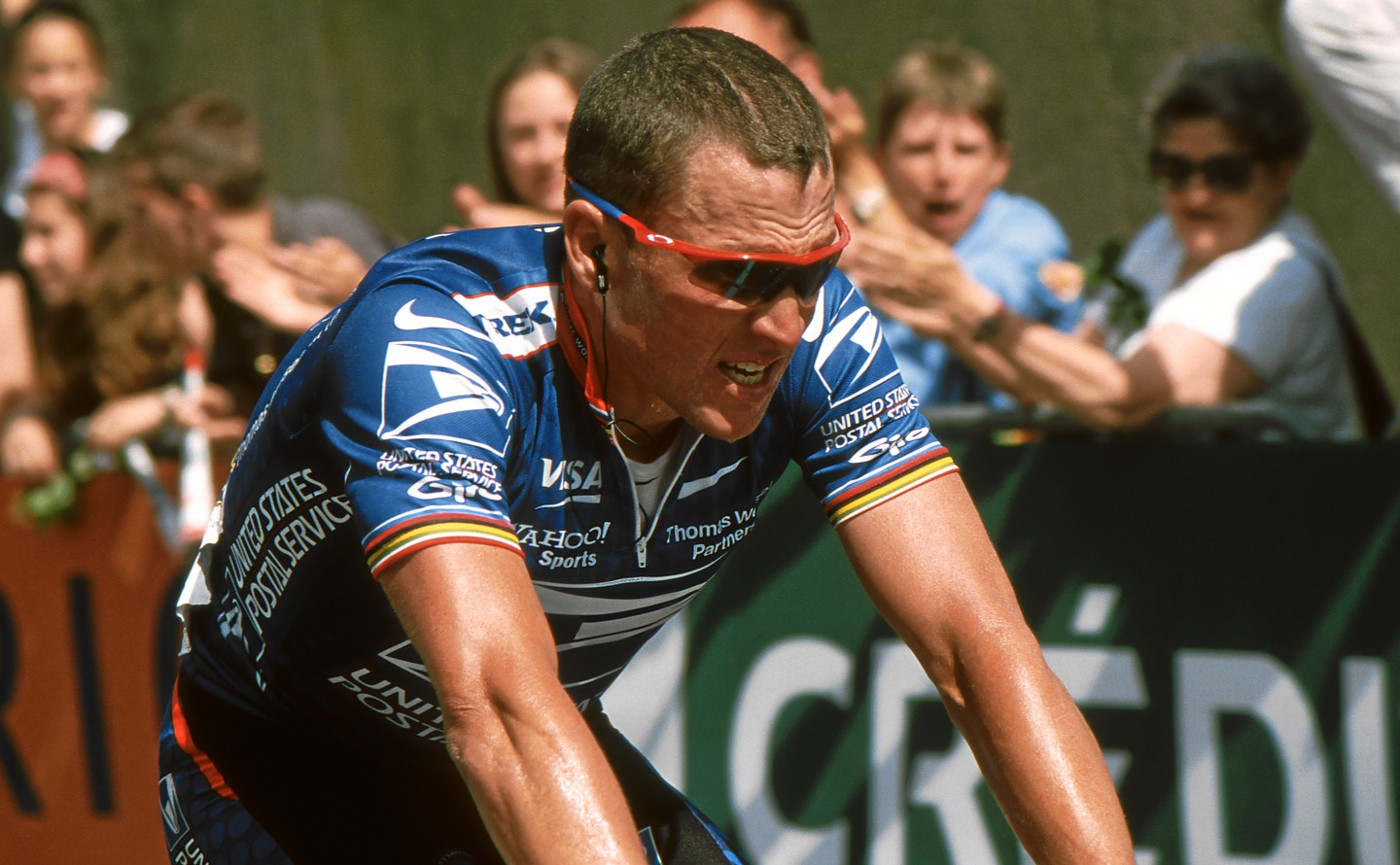
Lance Armstrong foto scattata durante una gara il 25 maggio 2002

Di questo Stato è originario anche uno dei più famosi campioni di ciclismo degli ultimi anni: Lance Armstrong, nome completo Lance Edward Armstrong, nato il 18 settembre 1971, in Plano in un sobborgo settentrionale di Dallas.) l'unico ciclista che è riuscito nell'impresa di vincere per 7 volte consecutive il Tour de France (poi revocati per doping).

## Hockey

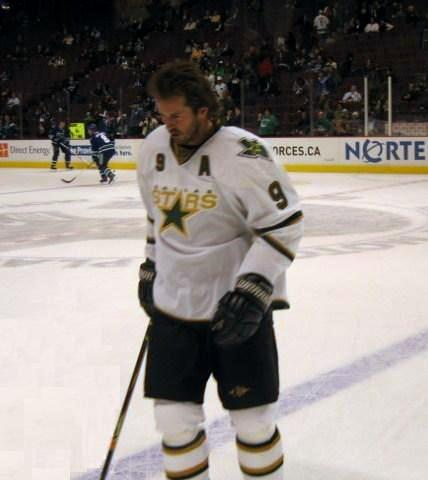
Mike Modano nell'incontro Dallas Stars contro Vancouver Canucks nel 2009

L'hockey su ghiaccio presenta una squadra a Dallas-Fort Worth da quando il Minnesota North Stars divenne Dallas Stars nel 1993. La squadra vanta una Stanley Cup nel 1999, sette trofei della divisione e due Presidents' Trophy (premio che viene assegnato alla squadra che ottiene il maggior numero di punti durante la stagione regolare del campionato professionistico nordamericano).
In passato vi furono anche altre squadre come Houston Huskies, che nel 1948 vinsero la Louden Cup grazie all'allenatore Toe Blake, e gli Houston Aeros, che vinsero invece quattro coppe. Negli anni 2009-2010 si sono contate 17 squadre dello stato del Texas che militano nella Central Hockey League.

## I Big 12 Conference e le squadre universitarie
A livello universitario quattro squadre (i Baylor Bears, i Texas A&M Aggies, i Texas Longhorns e i Texas Tech Red Raiders) fanno parte della Big 12 Conference, la più prestigiosa associazione nel campionato di sport universitario statunitense. In particolare nel club sportivo dei Baylor Bears (della Baylor University), la squadra più famosa è quella di atletica leggera, diretta per 42 anni dall'istruttore Clyde Hart. Michael Johnson, Jeremy Wariner e Darold Williamson, vincitori della medaglia d'oro alle Olimpiadi, provengono da qui.
In aggiunta alle quattro squadre in Big 12 Conference, altre sei squadre hanno ottenuto importanti risultati e notevole importanza: i TCU Horned Frogs, i SMU Mustangs, gli Houston Cougars, i Rice Owls, gli UTEP Miners e il North Texas Mean Green.

## Rodeo

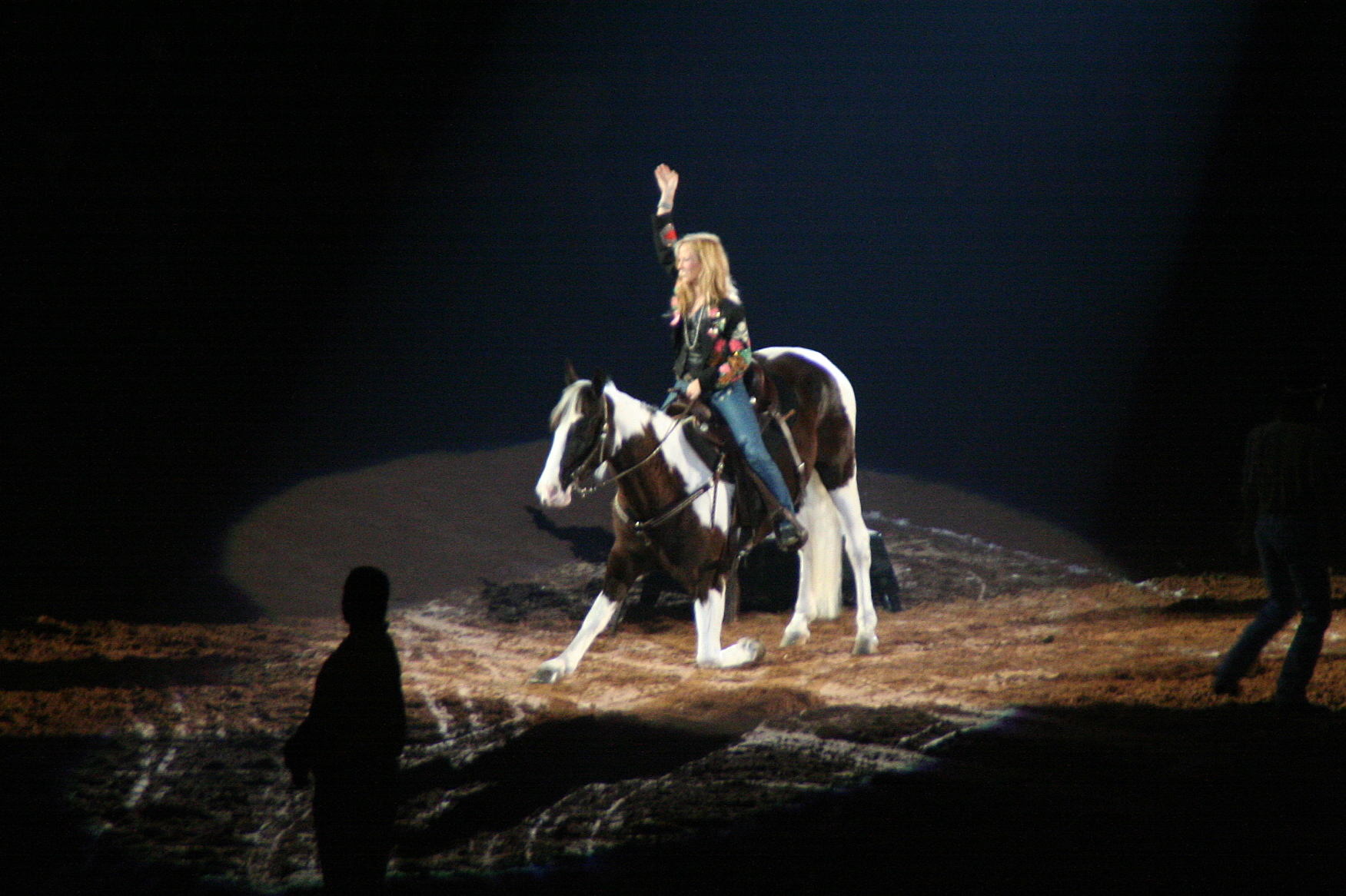
La cantautrice statunitense Sheryl Crow al Houston Livestock show and Rodeo, 2007

Di origine ispanica, il rodeo è divenuto lo sport ufficiale del Texas. La prima competizione mondiale di rodeo si svolse il 4 luglio 1883 nella città di Pecos, presso il fiume omonimo. La principale associazione di rodeo su tori è la Professional Bull Riders (PBR). La più grande competizione di questo sport si svolge ogni anno a Houston nel complesso di Reliant Park tra la fine di febbraio e l'inizio di marzo, durante lo Houston Livestock Show and Rodeo. Anche altre città organizzano simili eventi: la State Fair of Texas (Dallas), il Mesquite Championship Rodeo, il Fort Worth Livestock Show and Rodeo e il San Antonio Stock Show & Rodeo.

## Automobilismo
Per quanto riguarda l'automobilismo nello stato del Texas vi sono il Texas Motor Speedway di Fort Worth, un circuito utilizzato dalla NASCAR dal 1997 e dalla Indycar  e il Circuito delle Americhe di Austin creato appositamente per essere utilizzato da Formula 1 e Motomondiale.